# Cảnh báo sóng thần lớn (JMA)
Cảnh báo sóng thần lớn (JMA) (/ 大津波警報 Ōtsunamikeihō) là cấp độ cảnh báo sóng thần được Cục Khí tượng Nhật Bản ban hành khi cảnh báo sóng thần ở Nhật Bản vào ngày 7 tháng 3 năm 2013 và được coi là cấp độ cảnh báo sóng thần cao nhất. Cảnh báo sóng thần lớn được đưa ra khi dự đoán sóng thần cao trên 3 m so với mực nước biển và chiều cao sóng thần dự kiến có thể là 5 m, 10 m hoặc trên 10 m. Ngoài ra cảnh báo sóng thần lớn có thể bị tác động bởi một trận động đất lớn có cường độ từ 7.0 trở lên.

## Tiêu chí
| Cấp độ cảnh báo sóng thần | Chiều cao sóng thần so với mực nước biển | Các điều kiện có thể xảy ra | Các điều kiện có thể xảy ra   |
| Cấp độ cảnh báo sóng thần | Chiều cao sóng thần so với mực nước biển | Chiều cao sóng thần thực tế | Động đất cường độ 8.0 trở lên |
| ------------------------- | ---------------------------------------- | --------------------------- | ----------------------------- |
| Cảnh báo sóng thần lớn    | Trên 10m                                 | Trên 10m                    | Có                            |
| Cảnh báo sóng thần lớn    | 5m – 10m                                 | 10m                         | Có                            |
| Cảnh báo sóng thần lớn    | 3m – 5m                                  | 5m                          | Có                            |
| Cảnh báo sóng thần        | 1m – 3m                                  | 3m                          | Có                            |
| Khuyến cáo sóng thần      | 0.2m – 1m                                | 1m                          | Có hoặc không                 |
| Dự báo sóng thần          | Dưới 0.2m                                | Không rõ                    | Không rõ                      |

## Những trận động đất có cảnh báo sóng thần lớn
Dưới đây là những trận động đất có cảnh báo sóng thần lớn ảnh hưởng đến Nhật Bản.
- Động đất và sóng thần Biển Nhật Bản 1983
- Động đất Okushiri 1993[3]
- Động đất Chile 2010[4]
- Động đất và sóng thần Tōhoku 2011[5]